# Пятница, 13-е — Часть 6: Джейсон жив!
«Пятница, 13-е — Часть 6: Джейсон жив!» (англ. Friday the 13th Part VI: Jason Lives) — американский слэшер 1986 года, шестой из серии фильмов о Джейсоне Вурхизе.

## Сюжет
Томми не даёт покоя мысль, что Джейсон жив. Вместе со своим другом Хавесом он решает раскопать могилу убийцы, чтобы удостовериться в его смерти. Тело маньяка действительно в могиле, но после удара молнии он оживает. Джейсон убивает Хавеса, пробив кулаком грудную клетку парня, и тот падает прямо в его гроб.
Томми возвращается в лагерь на Хрустальном Озере и пытается предупредить шерифа, Майка Гарриса, но тот не верит Томми и запирает его в участке. Тем временем, Джейсон возвращается на озеро, по пути на лесной дороге встречает едущих туда на машине Даррена и Элизабет, он убивает их и оставляет их тела в лесу.
На следующее утро дочь шерифа, Меган, приезжает в участок вместе со своими друзьями — Кортом, Сиси и Полой, чтобы сообщить о пропаже Даррена и Элизабет. Томми уверен, что Джейсон вернулся в лагерь, но только Меган верит ему. Шериф вывозит Томми из города, но парень сбегает на кладбище, с целью показать Гаррису разрытую могилу, но смотритель кладбища уже зарыл могилу, в которой лежит тело Хавеса. Шериф отвозит Томми за пределы города и приказывает ему не возвращаться.
Тем временем, группа игроков в пейнтбол атакована Джейсоном. Ночью Джейсон продолжает свой путь на озеро, по пути он убивает смотрителя кладбища и пару, пришедшую в окрестности на пикник. В это время Корт со своей девушкой Никки уезжают в лес заняться там сексом, затем Джейсон убивает их. На утро шериф находит тела и решает, что Томми убил их, чтобы сымитировать возвращение Джейсона. Меган пытается вернуть Томми в лагерь, но их перехватывает один из полицейских. Томми арестовывают, а Меган отправляют в полицейский участок к отцу. Пока внимание полиции обращено на Томми, Джейсон проникает в лагерь и убивает Полу и Сиси.
Меган и Томми сбегают из участка и возвращаются на озеро, где подвергаются нападению Джейсона. Полицейские, следовавшие за Томми, открывают стрельбу по Джейсону, но пули и картечь не могут остановить его и маньяк убивает полицейских одного за другим, в том числе и шерифа Майка Гарриса. Затем Джейсон атакует Томми и тот заводит его в ловушку, приковывая цепью ко дну озера. Однако Джейсон не умирает и утаскивает под воду Томми. Через некоторое время тело Томми всплывает, Меган плывёт за ним, но Джейсон хватает и её, однако ей удаётся спастись, порезав пропеллером лодки шею убийцы.
Меган вытаскивает Томми на берег, где он приходит в себя в кругу детей, которые находились в лагере, и произносит: «Вот и всё… Джейсон дома…». А на дне озера прикованный ко дну Джейсон остаётся в ожидании своего освобождения.

## Актёры и роли
- Том Мэтьюз — Томми Джарвис (Tommy Jarvis)
- С. Дж. Грэм и Дэн Брэдли — Джейсон Вурхиз (Jason Voorhees)
- Дженнифер Кук — Меган Гаррис (Megan Garris)
- Дэвид Кэган — Шериф Майк Гаррис (Sheriff Mike Garris)
- Кэрри Нунан — Пола Мотт (Paula Mott)
- Рене Джонс — Сисси Бейкер (Sissy Baker)
- Том Фрайдли — Корт Эндрюс (Cort Andrews)
- Дарси ДэМосс — Никки Парслей (Nikki Parsley)
- Тони Голдуин — Даррен Робинсон (Darren Robinson)
- Нэнси МакЛафлин — Лизбет Мотт (Lizabeth Mott)
- Энн Райерсон — Кэти (Katie)
- Мэттью Фэйзон — Стэн (Stan)
- Алан Бламэнфэлд — Ларри (Larry)
- Уитни Ридбэк — Рой (Roy)
- Уоллас Мэрк — Берт (Burt)
- Боб Ларкин — Мартин (Martin)
- Рон Палиё — Хос (Allen Hawes)
- Винсент Густаферро — Офицер Колон (Officer Rick Cologne)
- Майкл Свон — Офицер Паппас (Officer Pappas)
- Майк Номад — Офицер Торнтон (Officer Thornton)
- Роджер Роуз — Стивен (Steven Halavex)
- Синтия Каниа — Аннетт (Annette)

## Удалённые сцены/смягчение рейтинга
По традиции, продюсер Фрэнк Манкузо-Младший посоветовал режиссёру Тому МакЛафлину изменить некоторые сцены фильма, дабы расширить зрительскую аудиторию.
- Джейсон сжимает горло Никки до тех пор, пока девушка не начинает истекать кровью. В киноверсии Джейсон вдавливает лицо девушки в стену.
- В сцене с тройным обезглавливанием в кадр попадают несколько голов и все безжизненные тела.
- Джейсон срезает часть с головы офицера Папаса, оставив труп смотреть вперёд, пока не падает на пол.
- В сцене смерти Бёрта было больше крови.
- Сцены смерти Алена, Лиз и Даррена были более продолжительными.
- После убийства офицера Торнтона и Курта камера задерживается на их трупах.
- Последняя сцена с Джейсоном, когда Меган спасает Томми, порезав пропеллером лодки шею маньяка, также попала под монтаж — в конечной версии сцены было меньше крови, попавшей в воду.

В сцене, не вошедшей в кино-версию, но появившуюся в теле-версиях, показан Рик, запертый в камере и пытающийся выбраться из тюрьмы, зовя на помощь и барабаня в окно. А затем герой пытается дотянуться до ключей, оставленных на полу.

## Производство

### Кастинг
Роль Джейсона должен был исполнить актёр Дэн Брэдли, но он выбыл из проекта после дня съёмок из-за того, что выглядел слишком крупным для роли маньяка и Джейсон в его исполнении смотрелся каким-то неповоротливым. На замену ему пришёл С. Дж. Грэм — вот почему на протяжении фильма у Джейсона меняется цвет глаз. Единственная отснятая с участием Брэдли сцена была та, где Джейсон убивает троих человек на пейнтболле.
После того, как Джон Шеперд стал новообращённым христианином, он отказался от роли Томми Джарвиса, которую в итоге получил Том Мэттьюз. У актрисы Мелани Киннамэн, снявшейся в пятой части в роли Пэм, был контракт на съёмки в ещё одной серии. Однако сценаристы изменили сюжет, исключив её героиню из продолжения. Актриса Кэри Нунан, сыгравшая Полу, позже прослушивалась на роль в фильме под рабочим названием «Birthday Bash» о девушке с телепатическими способностями, противостоящей маньяку-убийце Итану. Она с удивлением узнала, что это новый фильм о Джейсоне Вурхисе. Актриса призналась, что уже снималась в сериале.
Вместо Аллена Хоса изначально должен был быть Реджи из предыдущей части, но Шавар Росса, который играл Реджи, отказался сниматься в продолжении. Ненси МакЛафлин, исполнившая роль Лизабэт — жена режиссёра. Руки Томми, открывающие гроб Джейсона, принадлежат режиссёру Тому МакЛафлину. Хотя имя Си Джея Грэхэма не упоминается в титрах, именно он исполнил все трюки Джейсона.

### Съёмки
Съёмки фильма продолжались 28 дней и проходили в местечке, находящемся в 30-ти минутах от Атланты — в лагере Camp Daniel Morgan, расположенном в городе Ковингтон в штате Джорджия.
Сцена, в которой винт прорезает шею Джейсона, была снята в домашнем бассейне родителей режиссёра.
После съёмок фильма режиссёр забрал домой могильную плиту Джейсона, установив её у себя на заднем дворе, а также гроб, который режиссёр хранит в доме. В DVD-издании сериала есть репортаж, в котором показан дом режиссёра.

### Музыка
В создании саундтрека принимал участие не только постоянный композитор сериала Гарри Манфредини, но и король хоррор-рока Элис Купер, записав для фильма 3 песни:
- «He’s Back (The Man Behind the Mask)» (с альбома Constrictor)
- «Teenage Frankenstein» (с альбома Constrictor)
- «Hard Rock Summer» (которая вошла в подарочное издание 1999 года The Life and Crimes of Alice Cooper)

Так же в саундтрек вошла композиция группы Felony:
- «Animal» (Written by Jeffrey Spry and C.J. Spry)

Также было снято музыкальное видео на песню «He’s Back (The Man Behind the Mask)», состоящее из клипов для фильма, а также сцен с участием Купера, однако клип никогда не выходил ни на одном из изданий фильма, но его можно посмотреть на YouTube . Официальный саундтрек никогда не поступал в продажу.

## Факты
- В картине насчитывается 18 трупов — один из самых высоких показателей до выхода десятой части «Джейсон X», где Джейсон убивает 28 человек.
- Сценарий игнорирует окончание предыдущего фильма, где Томми Джарвис сошёл с ума и сам стал имитатором Джейсона.
- Начальные титры шестой «Пятницы» стилизованы под титры ранних фильмов о Джеймсе Бонде.
- Си Джей Грэхем, игравший Джейсона, был не актёром, а менеджером ночного клуба, где он и был случайно замечен кем-то из съёмочной группы и приглашён на роль Вурхиса. Фильм стал для него актёрским дебютом.
- По сценарию, городской совет переименовал озеро и лагерь «Хрустальное озеро» в «Форест Грин», но создатели последующих фильмов возвращали и озеру, и лагерю «оригинальное» название.
- Фальшивое название фильма дано в честь песни Дэвида Боуи «Aladdin Sane».
- Синий грузовик, который ведёт Томми, тот же, что и в пятой части — за рулём сидела Пэм в исполнении Мэлани Киннамэн.

### Слоганы фильма
- «Kill or be killed!.» («Убей или погибни!»).
- «Nothing this evil ever dies.» («Зло, подобное этому, никогда не умирает…»).
- «Evil always rises again.» («Зло вновь восстанет из мёртвых…»).
- «The Nightmare Returns. This Summer.» («Кошмар возвращается. Этим летом.»).

### Отсылки к фильмам ужасов
- Магазин, из которого Томми звонит Меган, называется Karloff’s General Store — отсылка к актёру жанра ужаса и триллера Борису Карлоффу.
- Меган Гаррис упоминает Cunningham Road — название дано в честь режиссёра первого фильма.
- Шериф Гаррис упоминает город Карпентер — название дано в честь режиссёра Джона Карпентера.
- Имя героини Сисси — отсылка к актрисе Сисси Спейсэк, исполнившей главную роль в экранизации романа Стивена Кинга — «Керри» («Carrie») (1976 года).
- Имя девочки в лагере, разбудивший всех в лагере громким криком и испугавшей вожатых — Нэнси. Ей приснился кошмар в котором за ней гнался монстр и хотел её убить. И «он был везде».

## Релиз

### Кассовые сборы
Фильм показывался в 1610 кинотеатрах и собрал в премьерный прокат 6,7 млн долл. и 19,4 млн долл. за время проката в США. Картина стала первой частью сериала, не добравшейся до отметки в 20 млн долл.

### Новеллизация
В 1986 году писатель Саймон Хоук (Simon Hawke) выпустил официальный роман-адаптацию сценария.
В романе единственный раз за всю историю сериала появляется Элай Вурхис (Elias Voorhees) — отец Джейсона и муж Памелы. По сюжету, он навещает могилы жены и сына, отвечая на вопрос, кто же заплатил за захоронение тела Джейсона на кладбище и почему его не кремировали, как предлагал мэр в предыдущей части — таким образом, неизвестно, соврал ли мэр или власти только собирались это сделать. Эта сцена была снята для фильма, но её вырезали из конечной версии. Также в книге есть много сцен из детства Джейсона и сцены из прошлого героев Томми Джарвиса и шерифа Гарриса.